# کنجی تاناکا
کنجی تاناکا (انگلیسی: Kenji Tanaka؛ زادهٔ ۱۳ دسامبر ۱۹۸۳) بازیکن فوتبال اهل ژاپن است.
از باشگاه‌هایی که در آن بازی کرده‌است می‌توان به باشگاه فوتبال ساگان توسو اشاره کرد.